# ジョセフィン・ホッパー
ジョセフィン・“ジョー”・ヴァースタイル・ホッパー（Josephine "Jo" Verstille Hopper、1883年3月18日 - 1968年3月6日）は、アメリカ合衆国の画家であり、同じく画家のエドワード・ホッパーの妻である。

## 生涯
1883年3月18日にマンハッタンでジョセフィン・ヴァースタイル・ニヴィソン(Josephine Verstille Nivison)として生まれた。父はピアニストで音楽教師のエルドラド・ニヴィソン(Eldorado Nivison)、母はメアリー・アン・ニヴィソン（Mary Ann Nivison、旧姓マクグラス(McGrath)）だった。ジョセフィンは2番目の子供だったが、先に生まれた子供はジョセフィンが生まれた後の幼少期に亡くなっており、成人した中ではジョセフィンが最年長だった。1884年に弟のチャールズが生まれた。後年ジョセフィンは、父親には実質的に父性本能がなく、家族の生活は常に問題を抱えていたと語っている。ニヴィソン家はニューヨークの中で何度も転居した。
1900年にニューヨーク市師範学校（現ハンターカレッジ）に入学した。当時のハンターカレッジは、女性に対し教員養成のための教育を無料で行っていた。1904年に学士号(Bachelor of Arts)を取得した。大学では芸術を学び、芸術家になることを志して、在学中に絵を描き始め、また、演劇部の作品に出演した。
1905年後半にニューヨーク美術学校で画家のロバート・ヘンライと出会い、ヘンライのために肖像画のポーズを取った（1906年『美術学生』(The Art Student)）。1906年2月に公立学校の教師となった。それから10年間教師として生計を立てていたが、芸術を放棄することはなく、ヘンライや他の芸術家たちとの交流を続けた。1907年には、ヘンライやその教え子たちとともにヨーロッパを旅行した。1915年からは劇団ワシントン・スクエア・プレイヤーズに女優として所属し、作品に出演した。夏にはニューイングランドの様々な芸術村を訪れた。
1918年には、生活の変化を求めて赤十字社の求職に応募したが採用されなかった。第一次世界大戦の野戦病院で勤務をすることになり、公立学校を休職して1918年末に出国したが、気管支炎を患い1919年1月に帰国した。同年6月に陸軍の病院を退院した後、教師の職を失っていたことがわかった。無一文のホームレスとなっていた所をマンハッタン昇天教会の管理人に助けられ、しばらく教会に滞在した。その1年後に市の教育委員会から再就職の権利を勝ち取り、教師を続けながら芸術家としてのキャリアも積んだ。
後に夫となるエドワード・ホッパーとは美術学校で初めて出会い、1914年にメイン州オガンクィットの同じ下宿に滞在したことで再会した。しかし、2人が交際を始めたのはそれから数年後のことだった。1923年の夏には、2人はマサチューセッツ州グロスターの芸術村で同棲していた。1924年7月9日、41歳の時に結婚し、1967年にエドワードが亡くなるまで連れ添った。1924年以降、エドワードの絵のモデルはジョセフィンが務めた。エドワードは妻の肖像を油絵としては1点しか残していないが、水彩画やデッサン、カリカチュアには頻繁に描いていた。
結婚以降、2人は生活の様子やエドワードの創作過程を日記に記録していた。この日記からは、2人の結婚生活には問題があったことが明らかとなっている。2人は頻繁に口論をし、時には実際に手が出ることもあった。夫婦生活を綴った日記は22冊に達し、これらはマサチューセッツ州プロビンスタウンのプロビンスタウン芸術協会美術館に所蔵されている。
結婚直後からエドワードの画家としての活動が活発化し、名声が高まっていったのに対し、ジョセフィンの芸術家としての活動は1920年代から衰えていった。これは、「ジョーが多大なエネルギーを夫の作品の世話と育成に注ぎ、貸出の依頼を処理し、彼に絵を描くように刺激していた」ためだった。ジョセフィンはいくつかのグループ展（1858年にグリニッジ・ギャラリーでハーマン・ガラックが企画したものなど）に作品を出品し、1957年にハンティントン・ハートフォード財団のフェローシップを獲得した。

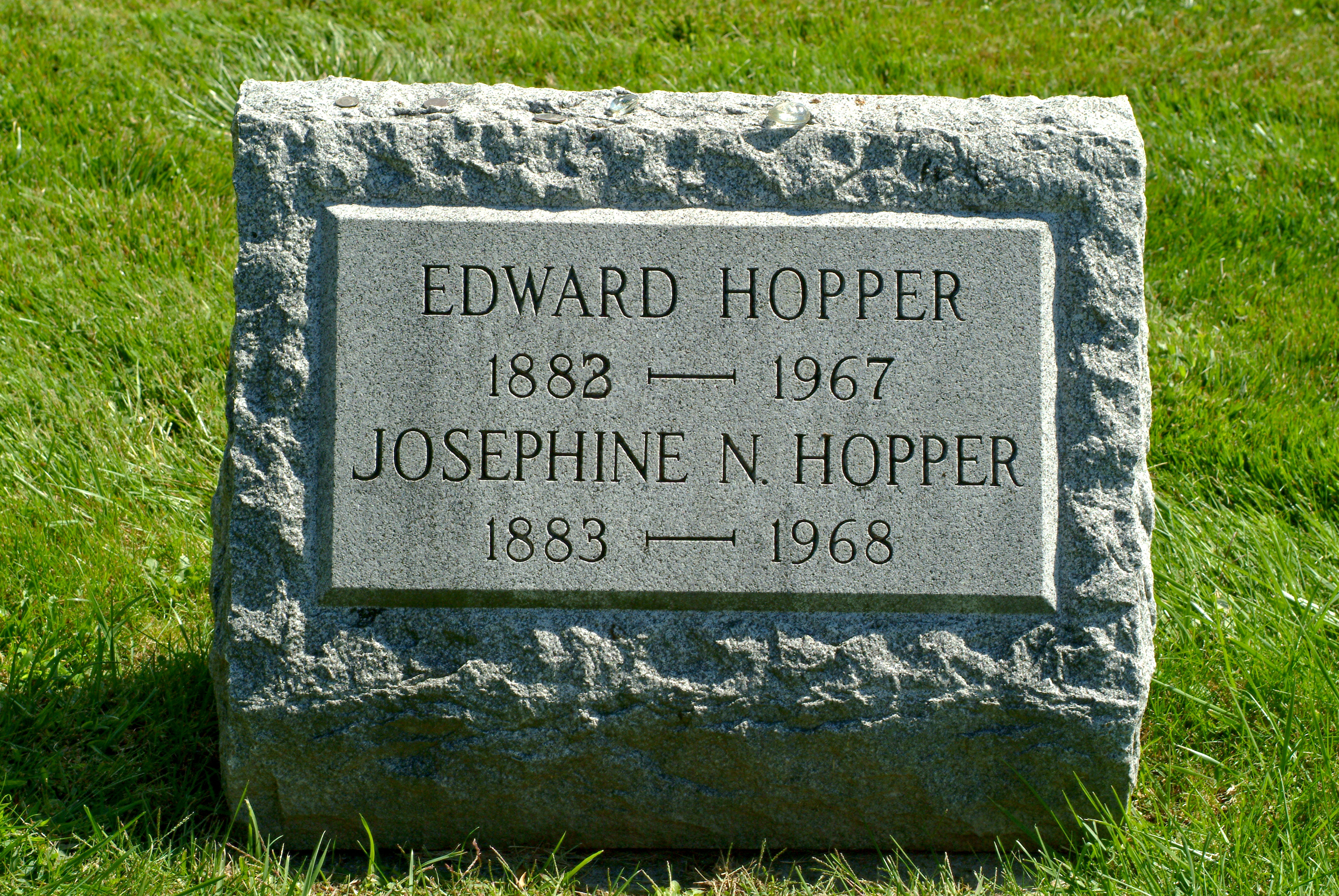
ホッパー夫妻の墓石

1967年5月15日に夫エドワードが亡くなり、その10か月後の1968年3月6日にジョセフィンも死去した。夫婦の遺体はニューヨーク州ナイアックのオークヒル墓地に埋葬された。

## 遺産
1967年に夫が亡くなった後、ジョセフィンは手元にあった自身と夫の作品をホイットニー美術館に寄贈した。
長年、同美術館はジョセフィンの作品のほとんどを廃棄したと思われていた。2000年になって、作家のエリザベス・トンプソン・コレアリーがホイットニー美術館の地下室でジョセフィンの作品約200点を発見した。コレアリーは、ジョセフィンは「むらのある」アーティストだが、全般的には良い作品だと思うと述べ、「私は、『エドワード・ホッパーが彼女の夫であったという事実だけを根拠として、この女性を蘇らせるべきではない』と自分に言い聞かせてきた」と語った。ジョセフィンが撮影した写真をゲイル・レヴィンが複製し、さらに数点の作品が発見された。
コレアリーによる発見など、ジョセフィンの未発見の作品の発掘は進んでいる。2014年にニューヨーク州ナイアックのエドワード・ホッパー生家アートセンターでジョセフィンの水彩画が展示され、そのうち数点が同年にノーマン・ロックウェル美術館で開催された「イラストレーターとしてのエドワード・ホッパー展」で展示された。2016年、マサチューセッツ州プロビンスタウンのプロビンスタウン芸術協会美術館は、シッフェンハウスからの寄贈品に、エドワード・ホッパーのデッサン96点とともにジョセフィン・ホッパーのデッサンと水彩画69点が含まれていることを発表した。これらの展示会が2017年8月から開催され、「学者・批評家・来館者の圧倒的な関心によって」2018年8月まで会期が延長された。2021年、エドワード・ホッパー生家アートセンターは「ジョセフィン・ニヴィソン・ホッパー: エドワードのミューズ」展を開催し、ジョセフィン・ホッパーの水彩画を特集した。

## エドワード・ホッパーへの影響
エドワード・ホッパーに40年以上連れ添ったジョセフィン・ホッパーは、エドワードの作品に多くの影響を与えた。その中で最も重要なのは、1923年の夏にエドワードが水彩画を本格的に始めるきっかけとなったことである。
ジョセフィンの作品の中には、後にエドワードの作品の重要なモチーフとなるものが多く描かれている。ジョセフィンの1923年の水彩画"Shacks"（小屋）は、枯れ木の背後にある2軒の家を描いたもので、後のエドワードの作品の多くに似た題材が使われている。ジョセフィンの水彩画"Movie Theater—Gloucester"（映画館―グロスター、1926-27年頃）は、エドワードが映画館を描くことに興味を持つきっかけとなった。その中で最も有名なのは、1939年の油彩画『ニューヨーク・ムービー』である。
1920年代半ばから、ジョセフィンはエドワードの作品の唯一のモデルを務めた。エドワードの最も有名な作品である『ナイトホークス』のタイトルをつけたのもジョセフィンだった。2人の関係は複雑だったが、1937年の作品『午前5時』などのように、エドワードが描きかけの絵に不安を感じたときには、ジョセフィンが手助けをした。ジョセフィンは1936年に、エドワードは非常に競争心が強く、彼女が絵を描き始めることが、エドワードが自分の作品を作り始めるきっかけになることが多かったと述べている。評論家のオリビア・ラングは自著"The Lonely City"の中で、ジョセフィンの芸術家としてのキャリアが低迷したのはエドワードが原因だったと述べている。ラングによれば、エドワードはジョセフィンの芸術家としての活動を支援しなかっただけでなく、むしろ積極的にそれをやめさせようとし、彼女が製作した数少ない作品を嘲笑・誹謗した。
ジョセフィンの強い希望により、エドワードはジョセフィン以外の女性を描かなかった。ジョセフィンはエドワードのモデルやミューズとしての役目だけでなく、エドワードの作品の記録係も務めた。ジョセフィンは、自身の作品とエドワードの作品の目録を管理していた。その目録は、現在ホイットニー美術館のアーカイブに収蔵されている。また、画廊に引き渡すエドワードの絵に添えられた説明文を書き、購入者、購入日、売却価格、手数料を記録した。
ジョセフィンのスケッチブックには、エドワードが運転するビュイックの助手席で書いたメモ、ラフスケッチ、走り書きの地図などが含まれており、夫婦のニューイングランドの夏のドライブ旅行の記録となっている。J・アントン・シッフェンハウスは、このスケッチブックや、ジョセフィンの日記や手紙などの資料を「エドワード・ホッパーとジョセフィン・ホッパーの世界への窓」と評している。

## 主な作品
- The Provincetown Bedroom（水彩、1906年頃）
- View of Harbor in Volendam（油彩、1907年）
- View of Harlem（油彩、1907年）
- Shacks（水彩、1923年）
- Our Lady of Good Voyage（水彩、1923年）
- Pink House（水彩、1925年）
- Guinney Fleet in Fog, c. 1926–27年）
- Movie Theater–Gloucester, c. 1926–27年）
- Railroad gates（水彩、1928年）
- Gloucester roofs（水彩、1928年）
- Striped tents（水彩、1928年）
- House in Provincetown（水彩、1930年）
- Churc steeple and rooftops（水彩、1930年）
- South Truro Church (Odor of Sanctity)（1930年頃）
- Chez Hopper I–IV, series of paintings of Hopper's South Truro house, （1935-1959年）
- Portrait of Alan Slater（水彩、1937年、個人蔵）[33]
- Untitled (Landscape), n.d. (Provincetown Art Association and Museum)[34]
- Cape Cod Hills (exhibited as Sandy Hills（1936–38年頃）
- Dauphineé House（1931–36年頃）
- The Kerosene Oil Lamp (Gifts–Cape Cod Bureau Top)（油彩、1944年）
- Park Outside Studio Window（1945年）
- Church of San Esteban（油彩、1946年）
- Obituary (Fleurs du Temps Jadis)（油彩、1948年）
- Portrait of Bertram Hartman（水彩、1949年）
- Jewels for the Madonna (Homage to Illa)（油彩、1951年）
- Edward Hopper Reading Robert Frost（油彩、1955年頃）
- Buick in California Canyon（油彩、1957年）
- Goldenrod & Milkweed in Glorietta Peach Can（油彩、1965年）